# Naomi Watanabe
Naomi Watanabe (渡辺 直美 Watanabe Naomi?, nacida el 23 de octubre de 1987) es una comediante, actriz, y diseñadora de moda japonesa. Saltó a la fama en 2008 por su imitación de Beyoncé, por lo que recibió el título de "la Beyoncé japonesa".

## Carrera profesional
Watanabe hace imitaciones de artistas populares en la cultura japonesa, entre los cuales su imitación de Beyoncé cantando "Dreamgirls" y "Crazy in Love" rápidamente se hizo popular. También lanzó su propia línea de moda llamada Punyus (en español, "gordita"), e interpretó el papel de Mabel en el musical Fame y a Tracy Turnblad en el musical Hairspray. Su cuenta de Instagram es seguida por 9,3 millones a partir del 18 de marzo de 2021.

### Apariciones de invitados
Watanabe fue vista como invitada en la película de anime de 2013 Crayon Shin-chan: Very Tasty! ¡Supervivencia gourmet de clase B! ! . En 2016, prestó su voz al personaje de Ashima en el doblaje en japonés de la película The Great Race de Thomas & Friends. En el 2019, apareció en Queer Eye: ¡Estamos en Japón! , Temporada 1, Episodio 3, La mujer ideal.
En marzo de 2021 anunció su intención de mudarse de Japón a Estados Unidos el próximo mes. Ha aparecido en la revista Us Weekly.

## Vida personal
Watanabe nació en Taipéi de padre japonés y madre taiwanesa y se crio en Ibaraki. En abril de 2021, el director creativo de Tokio 2020, Hiroshi Sasaki, se vio obligado a renunciar después de que sugirió que sería apropiado vestir a Watanabe con un disfraz de cerdo para la ceremonia de apertura y llamarla "OlymPig".

## Filmografía

### Shows de variedades
| Año     | Título                    | La red          | notas | Ref(s) |
| ------- | ------------------------- | --------------- | ----- | ------ |
| 2010-14 | Waratte Iitomo!           | Fuji Television |       |        |
| 2011    | Saturday Night Live Japan | Fuji Television |       |        |

### Películas
| Año  | Título                                | Papel    | notas | Ref(s) |
| ---- | ------------------------------------- | -------- | ----- | ------ |
| 2012 | Tug of War!                           |          |       |        |
| 2013 | R100                                  |          |       |        |
| 2018 | Sunny: Our Hearts Beat Together       | Ume      |       |        |
| 2020 | The Untold Tale of the Three Kingdoms | Diaochan |       | [ 14 ] |
| 2020 | The Promised Neverland                | Krone    |       | [ 15 ] |

### Drama televisivo
| Año  | Título          | Papel | La red            | notas | Ref(s) |
| ---- | --------------- | ----- | ----------------- | ----- | ------ |
| 2011 | Deka Wanko      |       | NTV               |       |        |
| 2011 | Yusha Yoshihiko |       | TV Tokyo          |       |        |
| 2014 | A Time of Love  |       | TVB Jade          |       |        |
| 2016 | The Hiddens     |       | Astro Wah Lai Toi |       |        |
| 2020 | Followers       |       | netflix           |       |        |

### Animación
| Año  | Título                                                   | Papel    | Escribe                                                  | notas | Ref(s) |
| ---- | -------------------------------------------------------- | -------- | -------------------------------------------------------- | ----- | ------ |
| 2007 | Sazae-san                                                |          | TV                                                       |       |        |
| 2013 | Crayon Shin-chan: Very Tasty! B-class Gourmet Survival!! |          | Película                                                 |       |        |
| 2015 | Chibi Maruko-chan: A Boy from Italy                      |          | Película                                                 |       |        |
| 2020 | Doraemon: Nobita’s New Dinosaur                          | Natalie  | Película                                                 |       | [ 16 ] |
| 2021 | Sailor Moon Eternal                                      | Zirconia | Película de 2 partes, Temporada 4 de Sailor Moon Crystal |       | [ 17 ] |
| 2022 | Deemo: Memorial Keys                                     | Sachet   | Película                                                 |       | [ 18 ] |

### Doblaje japonés
| Año  | Título                                  | Papel                          | Doblaje de voz para | notas | Ref(s) |
| ---- | --------------------------------------- | ------------------------------ | ------------------- | ----- | ------ |
| 2015 | Night at the Museum: Secret of the Tomb | Tilly                          | Rebel Wilson        |       | [ 19 ] |
| 2015 | Pixels                                  | Serena Williams                | Serena Williams     |       | [ 20 ] |
| 2016 | Ghostbusters                            | Dra. Abigail L. "Abby" Yates   | Melissa Maccarthy   |       | [ 21 ] |
| 2018 | I Feel Pretty                           | Renee Bennett                  | Amy Schumer         |       |        |
| 2022 | Ghostbusters: Afterlife                 | Gozer / Mini Hombre Malvavisco |                     |       | [ 22 ] |

Animación
| Año  | Título                           | Papel       | notas | Ref(s) |
| ---- | -------------------------------- | ----------- | ----- | ------ |
| 2016 | Thomas & Friends: The Great Race | Ashima      |       |        |
| 2017 | Coco                             | Frida Kahlo |       | [ 23 ] |